# Richard Remer
Richard Frederick Remer (Brooklyn, Nova York, 21 de juny de 1883 - Fort Lauderdale, Florida, 18 de juliol de 1973) fou un atleta estatunidenc, especialista en marxa atlètica, que va competir a començaments del segle xx.
El 1920 va prendre part en els Jocs Olímpics d'Anvers, on disputà la prova dels 3 km marxa del programa d'atletisme. En ella guanyà la medalla de bronze, en finalitzar rere Ugo Frigerio i George Parker.
Entre 1916 i 1921 va guanyar tres campionats a l'aire lliure de l'AAU i un indoor. Va establir diversos rècords americans.